# Мендес Феррейра Пирес, Матеус
Матеус Мендес Феррейра Пирес (порт. Mateus Mendes Ferreira Pires, 22 января 1992, Риу-Клару, Бразилия) — бразильский футболист, полузащитник.

## Биография
Воспитанник клуба «Коринтианс». Играл в командах: «Аваи», «Вело Клуб» (Риу-Клару), «Интернасьонал Лимейра», «Индепендьенте» (Лимейра) и «Сан-Карлуш». Всего с 2012 по 2015 год в официальных соревнованиях штата Сан-Паулу провёл 110 матчей и забил 7 голов.
14 февраля 2016 года подписал контракт с одесским «Черноморцем». Дебютировал за «моряков» 5 марта в домашнем матче чемпионата против львовских «Карпат» (0:0). В декабре 2016 года официально покинул одесскую команду, за которую сыграл 5 игр в чемпионате и 1 игру в кубке. В молодёжном составе «Черноморца» провёл 12 матчей и отметился двумя забитыми голами.
В 2017 году вернулся на родину, где подписал контракт с «Риу-Клару», а уже через год присоединился к хорошо знакомому «Вело Клубу».